# Alley Theatre
L'Alley Theatre est un théâtre de Houston, aux États-Unis.
Doté de deux scènes, la construction est l'œuvre de l'architecte Ulrich Franzen.
Le théâtre a reçu le Regional Theatre Tony Award en 1996.